# Dyrzela costiplaga
Dyrzela costiplaga là một loài bướm đêm trong họ Noctuidae.